# Nuoto ai Giochi della XXX Olimpiade - 200 metri dorso maschili
La gara dei 200 metri dorso maschili dei Giochi della XXX Olimpiade si è svolta il 1º e il 2 agosto 2012. Hanno partecipato 35 atleti.
La gara è stata vinta dallo statunitense Tyler Clary con il tempo di 1'53"41 (nuovo record olimpico), mentre l'argento e il bronzo sono andati rispettivamente a Ryōsuke Irie e a Ryan Lochte.

## Programma
| Data      | Ora (BST/UTC+1) | Turno      |
| --------- | --------------- | ---------- |
| 1º agosto | 10:21           | Batterie   |
| 1º agosto | 19:51           | Semifinali |
| 2 agosto  | 19:48           | Finale     |

## Record
Prima della competizione, i record olimpici e mondiali erano i seguenti:
| Record mondiale | 1'51"92 | Aaron Peirsol Stati Uniti | 31 luglio 2009 Roma, Italia  |
| Record olimpico | 1'53"94 | Ryan Lochte Stati Uniti   | 15 agosto 2008 Pechino, Cina |

Durante l'evento è stato migliorato il seguente record:
| Data     | Evento | Atleta      | Nazione     | Tempo   | Record          |
| -------- | ------ | ----------- | ----------- | ------- | --------------- |
| 2 agosto | Finale | Tyler Clary | Stati Uniti | 1'53"41 | Record olimpico |

## Risultati

### Batterie
| Pos. | Atleta                  | Nazionalità   | Tempo   | Batt. | Corsia | Note |
| ---- | ----------------------- | ------------- | ------- | ----- | ------ | ---- |
| 1    | Tyler Clary             | Stati Uniti   | 1'56"24 | 3     | 4      | Q    |
| 2    | Ryan Lochte             | Stati Uniti   | 1'56"36 | 5     | 4      | Q    |
| 3    | Zhang Fenglin           | Cina          | 1'56"71 | 5     | 3      | Q    |
| 4    | Ryōsuke Irie            | Giappone      | 1'56"81 | 4     | 4      | Q    |
| 5    | Gábor Balog             | Ungheria      | 1'56"98 | 2     | 4      | Q    |
| 6    | Jan-Philip Glania       | Germania      | 1'57"01 | 4     | 5      | Q    |
| 7    | Nick Driebergen         | Paesi Bassi   | 1'57"29 | 3     | 7      | Q    |
| 8    | Yakov Yan Toumarkin     | Israele       | 1'57"33 | 5     | 2      | Q    |
| 9    | Péter Bernek            | Ungheria      | 1'57"52 | 3     | 5      | Q    |
| 10   | Mitch Larkin            | Australia     | 1'57"53 | 4     | 7      | Q    |
| 11   | Tobias Oriwol           | Canada        | 1'58"06 | 3     | 1      | Q    |
| 12   | Yannick Lebherz         | Germania      | 1'58"07 | 5     | 6      | Q    |
| 13   | Kazuki Watanabe         | Giappone      | 1'58"17 | 3     | 3      | Q    |
| 14   | Radosław Kawęcki        | Polonia       | 1'58"18 | 5     | 5      | Q    |
| 15   | Omar Pinzón             | Colombia      | 1'58"20 | 4     | 1      | Q    |
| 16   | Leonardo Deus           | Brasile       | 1'58"22 | 4     | 2      | Q    |
| 17   | Arkadij Vjatčanin       | Russia        | 1'58"69 | 3     | 2      |      |
| 18   | Marco Loughran          | Gran Bretagna | 1'58"72 | 3     | 8      |      |
| 19   | Sebastiano Ranfagni     | Italia        | 1'58"76 | 5     | 7      |      |
| 20   | Pedro Oliveira          | Portogallo    | 1'58"83 | 2     | 2      |      |
| 21   | Matson Lawson           | Australia     | 1'58"92 | 4     | 8      |      |
| 22   | Chris Walker-Hebborn    | Gran Bretagna | 1'59"00 | 3     | 6      |      |
| 23   | Anton Ančin             | Russia        | 1'59"49 | 5     | 1      |      |
| 24   | Benjamin Stasiulis      | Francia       | 1'59"52 | 4     | 3      |      |
| 25   | Darren Murray           | Sudafrica     | 2'00"01 | 2     | 5      |      |
| 26   | Aschwin Wildeboer Faber | Spagna        | 2'00"02 | 2     | 3      |      |
| 27   | Pedro Medel             | Cuba          | 2'00"05 | 2     | 7      |      |
| 28   | Xu Jiayu                | Cina          | 2'00"26 | 5     | 8      |      |
| 29   | Gareth Kean             | Nuova Zelanda | 2'00"54 | 4     | 6      |      |
| 30   | Alexandr Tarabrin       | Kazakistan    | 2'01"22 | 2     | 8      |      |
| 31   | Park Hyung-Joo          | Corea del Sud | 2'01"50 | 2     | 1      |      |
| 32   | Derya Büyükunçu         | Turchia       | 2'01"68 | 1     | 5      |      |
| 33   | Oleksandr Isakov        | Ucraina       | 2'01"78 | 2     | 6      |      |
| 34   | Sebastian Stoss         | Austria       | 2'02"91 | 1     | 4      |      |
| 35   | Quah Zheng Wen          | Singapore     | 2'03"45 | 1     | 3      |      |

### Semifinali
| Pos. | Atleta              | Nazionalità | Tempo   | Batt. | Corsia | Note |
| ---- | ------------------- | ----------- | ------- | ----- | ------ | ---- |
| 1    | Tyler Clary         | Stati Uniti | 1'54"71 | 2     | 4      | Q    |
| 2    | Ryan Lochte         | Stati Uniti | 1'55"40 | 1     | 4      | Q    |
| 3    | Zhang Fenglin       | Cina        | 1'55"66 | 2     | 5      | Q    |
| 4    | Ryōsuke Irie        | Giappone    | 1'55"68 | 1     | 5      | Q    |
| 5    | Radosław Kawęcki    | Polonia     | 1'56"74 | 1     | 1      | Q    |
| 6    | Kazuki Watanabe     | Giappone    | 1'56"81 | 2     | 1      | Q    |
| 7    | Mitch Larkin        | Australia   | 1'56"82 | 1     | 2      | Q    |
| 8    | Yakov Yan Toumarkin | Israele     | 1'57"33 | 1     | 6      | Q    |
| 9    | Nick Driebergen     | Paesi Bassi | 1'57"35 | 2     | 6      |      |
| 10   | Jan-Philip Glania   | Germania    | 1'57"43 | 1     | 3      |      |
| 11   | Gábor Balog         | Ungheria    | 1'57"56 | 2     | 3      |      |
| 12   | Péter Bernek        | Ungheria    | 1'57"71 | 2     | 2      |      |
| 13   | Leonardo Deus       | Brasile     | 1'58"14 | 1     | 8      |      |
| 14   | Tobias Oriwol       | Canada      | 1'58"74 | 2     | 7      |      |
| 15   | Yannick Lebherz     | Germania    | 1'58"80 | 1     | 7      |      |
| 16   | Omar Pinzón         | Colombia    | 1'58"99 | 2     | 8      |      |

### Finale
| Pos.    | Atleta              | Nazionalità | Tempo   | Corsia | Note            |
| ------- | ------------------- | ----------- | ------- | ------ | --------------- |
| Oro     | Tyler Clary         | Stati Uniti | 1'53"41 | 4      | Record olimpico |
| Argento | Ryōsuke Irie        | Giappone    | 1'53"78 | 6      |                 |
| Bronzo  | Ryan Lochte         | Stati Uniti | 1'53"94 | 5      |                 |
| 4       | Radosław Kawęcki    | Polonia     | 1'55"59 | 2      |                 |
| 5       | Zhang Fenglin       | Cina        | 1'55"59 | 3      |                 |
| 6       | Kazuki Watanabe     | Giappone    | 1'57"03 | 7      |                 |
| 7       | Yakov Yan Toumarkin | Israele     | 1'57"62 | 8      |                 |
| 8       | Mitch Larkin        | Australia   | 1'58"02 | 1      |                 |